# Тракийски калайджии
Тракийските калайджии са етническа група, част от циганите в България. Броят им се оценява на около 18 хиляди души, главно в Старозагорско, Новозагорско и Ямболско.
Тракийските калайджии са последният остатък от по-голямата в миналото циганска група на влахичките (също влахоря, лахо, лахории), които идват на Балканите от Влашко и Молдова през XVII – XVIII век, говорейки влашки цигански. През следващите столетия повечето влахоря са асимилирани от йерлиите.
Калайджиите запазват и в наши дни културната си обособеност, православната си религия и ендогамията в рамките на общността. До принудителното усядане на циганите в България през 1958 година, а частично и след това, водят чергарски живот. Още в номадския си период те използват многократно определени места на пребиваване, а след усядането им се концентрират в определени селища. Използват самоназванието влахоря, като понякога се самоопределят и като български цигани, разграничавайки се от останалите цигани, които наричат фичири („мръсни“, „бедни“).
Тракийските калайджии са известни със своите събори, провеждани край Стара Загора на Тодоровден и Цветница. Те са ключово обществено събитие за географски разпръснатата общност, включително като средство за поддържане на ендогамните ѝ традиции. По тази причина, както и заради спазвания от калайджиите обичай баба хак, тези събори са повърхностно определяни от медиите като „пазари на булки“.